# Orechovo (distrikt i Bulgarien)
Orechovo (bulgariska: Орехово) är ett distrikt i Bulgarien.   Det ligger i kommunen Obsjtina Tjepelare och regionen Smoljan, i den centrala delen av landet, 140 km sydost om huvudstaden Sofia.
I omgivningarna runt Orechovo växer i huvudsak blandskog. Runt Orechovo är det ganska glesbefolkat, med 22 invånare per kvadratkilometer.